# Pierre Andraca
Pour les articles homonymes, voir Andraca.
Pierre Andraca est un nageur français né le 25 septembre 1958 à Bône.

## Biographie
Il est membre de l'équipe de France aux Jeux olympiques d'été de 1976 à Montréal, où il échoue en séries de qualification du 400 mètres nage libre, et aux Jeux olympiques d'été de 1980,  terminant huitième du relais 4x200 mètres nage libre.
Il a été champion de France de natation sur 200 mètres nage libre à quatre reprises (été 1976, été 1979, hiver et été 1981), sur 400 mètres nage libre à huit reprises (hiver et été 1976, hiver 1977, hiver et été 1978, été 1979, hiver 1980 et hiver 1981) et sur 1 500 mètres nage libre à huit reprises (été 1975, hiver et été 1976, hiver 1977, hiver et été 1978, hiver 1980 et hiver 1981).
En club, il a été licencié au CN Antibes.
Il est le père de la nageuse Joanne Andraca, et a également un fils Robin Andraca et une fille Tina Andraca.